# Melbourne Ice
Le Melbourne Ice est un club de hockey sur glace d'Oakleigh South, dans les faubourgs de Monash, ville de Melbourne, dans l'État de Victoria en Australie. Il évolue dans l'AIHL, l'élite australienne.

## Historique
Le club est créé en 2000 et débute en compétition en 2002.

## Palmarès
- Aucun titre.